# Suklai
Der Suklai ist der ca. 51 km lange linke Quellfluss des Puthimari Nadi in Bhutan und im indischen Bundesstaat Assam.
Der Suklai entspringt in den südlichen Vorbergen des Himalaya im Südosten von Bhutan. Das Quellgebiet liegt im Wildschutzgebiet Jomotsangkha auf einer Höhe von etwa 1600 m. Von dort fließt der Suklai in südlicher Richtung aus dem Gebirge. Bei Flusskilometer 40 überquert er die Grenze nach Indien und erreicht das Tiefland von Assam. Dort fließt er in südsüdwestlicher Richtung und trifft schließlich auf die von rechts kommende Lokhaitora und vereinigt sich mit dieser zum Puthimari Nadi. Der Flusslauf befindet sich in Bhutan im Distrikt Samdrup Jongkhar, in Indien in den Distrikten Udalguri und Baksa. Der Suklai entwässert ein Areal von etwa 290 km², wovon 68 km² in Bhutan liegen. Im Osten grenzt das Einzugsgebiet an das der Khaiara. Während der Monsun-Zeit führt der Fluss gewöhnlich Hochwasser. In der restlichen Zeit fällt der Fluss beinahe trocken.